# بيتانيا
بيتانيا (بالإسبانية: Betania) هي بلدية تقع في إقليم الجنوب الغربي من إدارة أنتيوكيا في شمال غرب كولومبيا، تأسست كبلدية في منتصف القرن العشرين، وتُعرف بطبيعتها الجبلية ومناخها المعتدل، إذ تقع على ارتفاع نحو 1,800 متر فوق مستوى البحر.

يعتمد اقتصادها بشكل أساسي على زراعة البن، إلى جانب محاصيل مثل الموز والذرة، وتُعد جزءًا من مناطق إنتاج القهوة التقليدية في كولومبيا، وتشارك في شبكة القرى الزراعية الريفية، كما تتميز بطابعها الهادئ وسكانها المحافظين على التقاليد المحلية.